# UTET

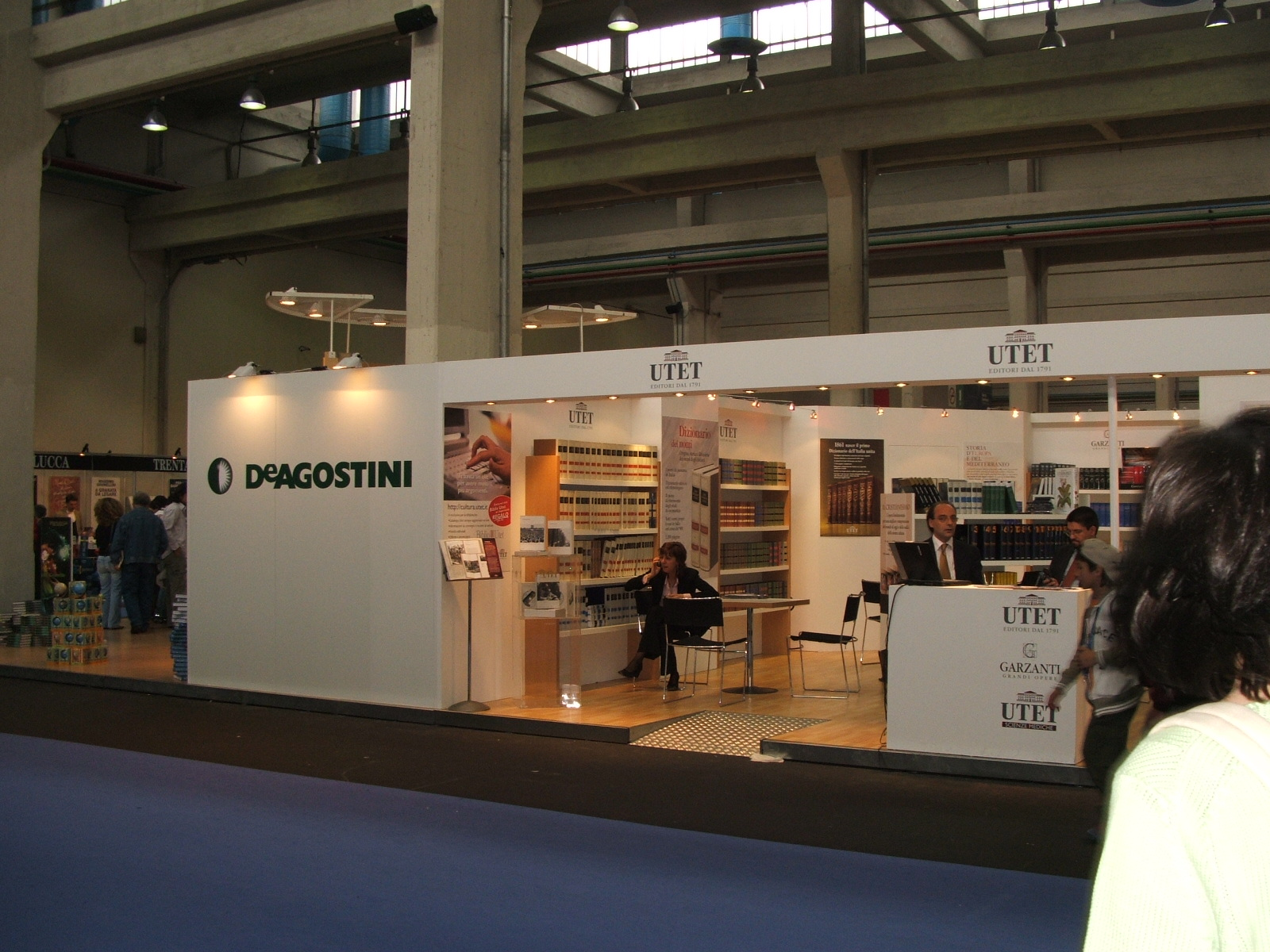
Estande DeAgostini-UTET
na Feira Internacional do Livro de Turim (2006).

UTET (acrônimo de Unione Tipografico-Editrice Torinese) é uma editora italiana sediada em Turim e fundada em 1791, inicialmente como livraria e num segundo momento, por iniciativa de Giuseppe Pomba, também como tipografia e editora.